# 反墨西哥情緒
反墨西哥情绪是对墨西哥人和墨西哥人后裔、墨西哥文化和墨西哥西班牙语的一种歧视态度，在美国最为常见。
它在美国的起源可以追溯到墨西哥独立战争和美国革命战争。独立战争和对有争议的美国西南部领土的争夺。这最终将导致美墨战争，其中墨西哥战败造成领土的巨大损失。在20世纪，反墨西哥情绪在齐默尔曼电报之后继续增长，电报内容建议墨西哥可以与德国结成对抗美国的军事联盟，但被英国40号办公室截获。该电报内容于1917年3月1日被公开后，引起美国各界的愤怒，促使同年4月6日美国向德国的宣战，这是一战期间墨西哥政府与德意志帝国之间的一起事件。
纵观美国历史，关于美籍墨西哥人和墨西哥裔美国人的负面刻板印象一直在流传。 并经常反映在电影和其他媒体中。

## 1840—1890年

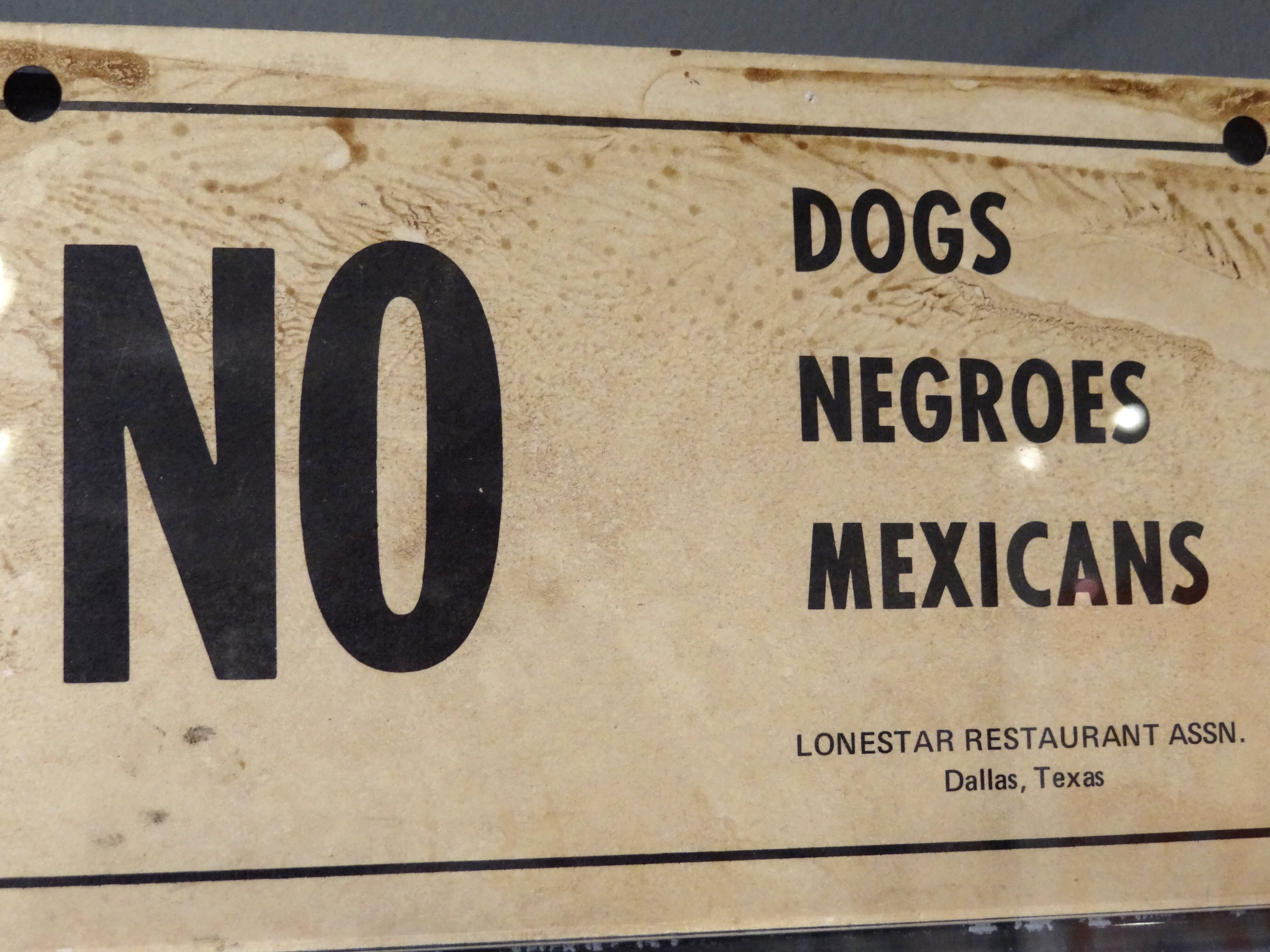
"禁止狗、黑人、墨西哥人"（进入此店）是美国的Lonestar餐馆协会在整个德克萨斯州执行的一项政策。

由于德克萨斯革命和德克萨斯吞并，美国继承了德克萨斯共和国与墨西哥的边界冲突，这导致了美墨战争（1846-1848年）的爆发。墨西哥战败后，被迫签署了瓜达卢佩-伊达尔戈条约。该条约要求墨西哥割让几乎一半的土地给美国，以换取1500万美元，但也保证居住在割让地的墨西哥公民将保留全部产权，如果他们在割让地居住至少一年，将被授予美国公民身份。
在美国历史上，西南地区对墨西哥人和墨西哥裔美国人的私刑长期以来被忽视了。这可能是因为包含美国最全面的私刑记录的塔斯基吉研究所档案和报告，将墨西哥人、中国人和美国原住民的私刑受害者被归为白人。 在美国报告的私刑统计表明，在1882年至1951年期间，有4730人被私刑处死，其中有1293名白人和3437名黑人。 被处以私刑的墨西哥人的实际数量不详。但根据威廉-D-卡里根和克莱夫-韦伯估计，在1848年至1928年间，至少有597名墨西哥人被处以私刑。 其中64个是在缺乏正式司法系统的地区。

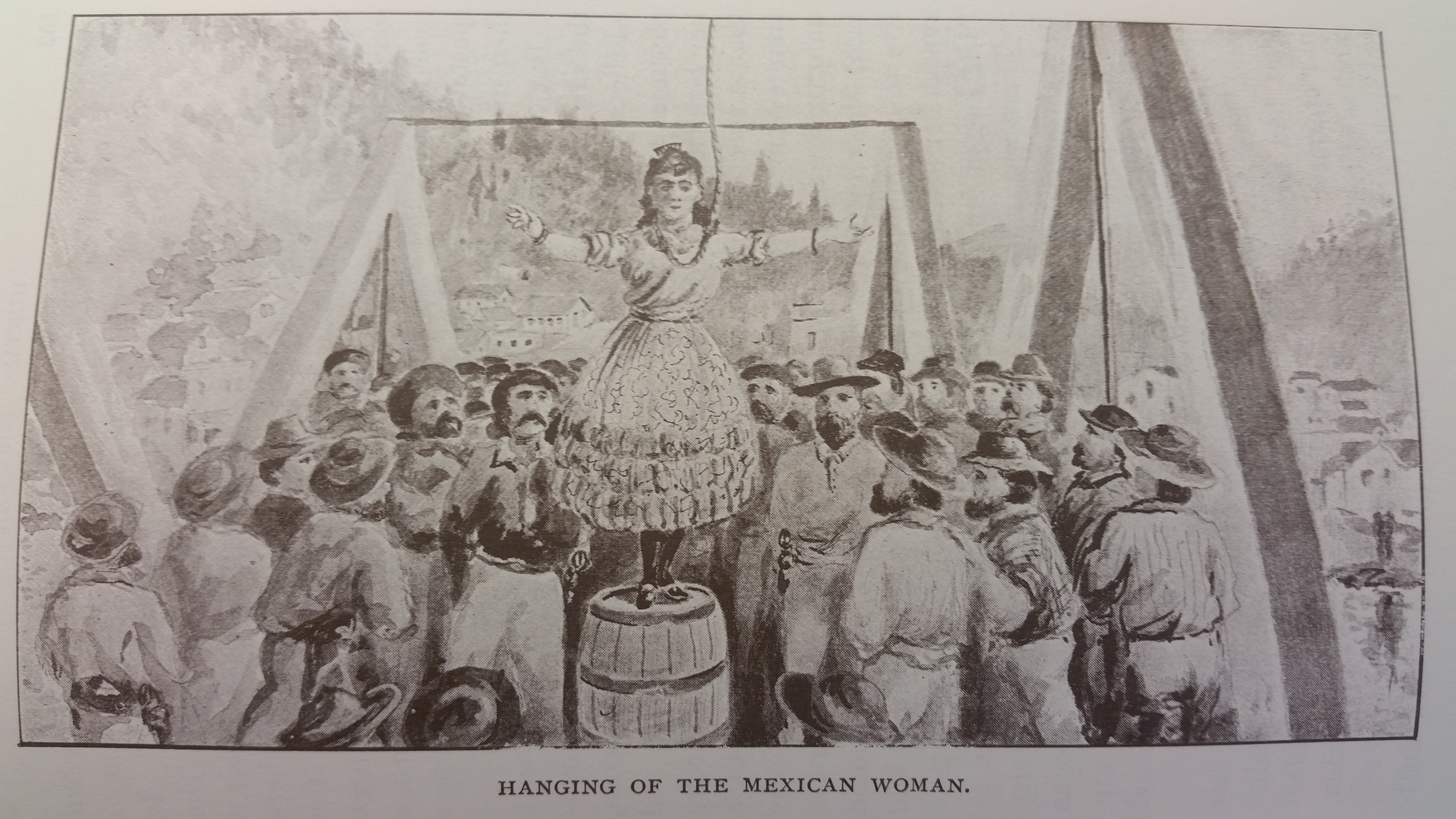
1851年时，约瑟法-塞戈维亚在美国加利福尼亚州的唐尼维尔当众被实施绞刑。在完全无视她的身份的情况下，她死后被称为 "胡安妮塔"（Juanita），这是一个对墨西哥妇女的带有歧视性的名字。

一个特别臭名昭著的私刑发生在1851年7月5日，当时一名墨西哥妇女约瑟法-塞戈维亚在加利福尼亚州唐尼维尔被一群暴徒私刑处死。她被指控杀害了一名闯入她家后试图袭击她的男子。

## 1900-1920年
在美国的比斯比驱逐出境事件是1917年7月12日2000名义警对大约1300名罢工的矿工、支持者和公民旁观者的非法驱逐事件。这些工人和其他人在美国的亚利桑那州的比斯比镇被绑架，并被关押在当地的一个棒球公园。然后，他们被装上牛车，在没有食物和水的情况下，在沙漠中被运送了200英里（320 公里），历时16小时。被驱逐者在新墨西哥州被卸下，没有钱或交通工具，并被警告不得返回比斯比。
1911年，一个由100多人组成的暴徒在一个14岁的男孩安东尼奥-戈麦斯因谋杀罪被捕后将他吊死。镇民们没有让他在监狱里服刑，但其实是对他施以私刑，并将他的尸体拖过德克萨斯州桑代尔的街道。
1910年至1919年期间，德克萨斯州骑警司对当地的南德克萨斯数百至数千名墨西哥裔人的死亡负有刑事责任。 暴力事件一直持续到1918年1月28日纪念大屠杀（1918），当时德州游骑兵在普雷西迪奥县当地决处决了15名墨西哥人。这导致州议员José Canales主持调查了德州游骑兵对墨西哥人的非法暴力，五个参与屠杀的游骑兵被解雇。

## 1930年
美籍墨西哥人居住区已成为广泛的移民突击检查的对象。在大萧条期间，美国政府赞助了墨西哥人遣返计划，其目的是迫使人们迁往墨西哥，但许多人违背自己的意愿被驱逐。355,000至500,000人被遣返或驱逐；其中40至60%是美国公民，但绝大多数都是儿童。 1936年，科罗拉多州甚至命令所有的 “墨西哥人”，实际上是任何讲西班牙语或似乎是拉丁裔的人，强制离开该州，并且封锁了南部边境，阻止人们逃离该州。虽然移民局从未发布过正式法令，但移民及归化局的官员帮助驱逐。
加利福尼亚州和洛杉矶市都在21世纪初为当处的驱逐事件道歉。

## 1940年

Zoot套装骚乱是1943年6月在加利福尼亚州洛杉矶发生的一系列墨西哥裔美国青年和驻扎在南加州的欧洲裔美国军人之间的种族攻击。

根据国家二战博物馆，二战期间有25万至50万西班牙裔美国人在美国武装部队服役，占军队的2.3%至4.7%。然而，确切的数字是未知的，因为西班牙裔当时被归类为白人。一般来说，墨裔美国人二战军人被编入正规军事单位。然而，许多墨裔美国人战争的退伍军人在回国后受到歧视，甚至被美国退伍军人事务部拒绝提供医疗服务。 1948年，退伍军人赫克托-加西亚（Hector P. Garcia）博士成立了 “美国大兵论坛”（AGIF），以解决受到歧视的美籍墨西哥退伍军人的问题。AGIF的第一次活动是代表菲利克斯-朗格利亚，一位在菲律宾殉职的墨西哥裔美国士兵。当他的尸体回到他的家乡德克萨斯州三河时，由于他是墨西哥裔美国人，他的葬礼服务直接被拒绝了。
在1940年，报纸和犯罪小说中的图像将美籍墨西哥人Zoot套装描绘成不忠的外国人或攻击非西班牙裔白人警察和军人的凶手。对 “僵尸装” 的反对引发了一系列对洛杉矶墨西哥裔年轻男性的攻击，这被称为 “僵尸装骚乱”。最严重的时候发生在1943年6月9日，在此期间，5000名军人和居民聚集在洛杉矶市中心，攻击美籍墨西哥人，其中只有一些人是穿靴装的。骚乱最终蔓延到以非洲裔美国人为主的洛杉矶瓦茨社区。
在美国的加利福尼亚州奥兰治县 (加利福尼亚州)，墨西哥裔学童在公立学校中受到种族隔离，被迫上 “墨西哥人学校”。1947年，“布朗诉托皮卡教育局案” 是一项裁决，宣布在奥兰治县的州立公立学校中隔离 "墨西哥和拉丁裔 "的儿童是违宪的。这为具有里程碑意义的"布朗诉教育委员会"案奠定了基础，该案结束了公立学校的种族隔离制度。

## 1950-1960年
在美国西南部的许多县，墨西哥裔美国人在涉及墨西哥裔被告的法庭案件中，墨西哥裔美国人不被选为陪审员。   1954年，农业工人皮特-埃尔南德斯（Pete Hernandez）被杰克逊县一个全部为非西班牙裔白人的陪审团起诉谋杀罪。赫尔南德斯认为，除非我们允许其他种族的成员加入陪审团并选择委员会，否则陪审团不可能是公正的，并指出在该县超过25年的时间里，没有一个墨西哥裔美国人参加入陪审团。埃尔南德斯和他的律师决定将此案提交美国最高法院。布朗诉托皮卡教育局案的裁决宣布，根据第十四修正案，美国的墨西哥裔和其他文化群体有权获得平等保护。
许多组织、企业和房主协会都有排斥美籍墨西哥人的官方政策。在西南地区的许多地方，由于法律和房地产公司的政策，美籍墨西哥人居住在独立的住宅区。这组法律和政策被称为画红线拒贷，一直持续到1950年，属于官方隔离的概念。

## 1980—1990年
1994年，加利福尼亚州的居民选票以绝大多数票通过了加州187号提案。 该提案使无永久居留证的难民没有资格享受公共卫生（紧急情况除外）、公共社会服务和公共教育。它要求公共机构向移民局或加州总检察长报告他们认为是无证的人。许多墨西哥裔美国人反对这些措施，认为这让人想起民权时代之前的民族歧视，并谴责这些行动在州和联邦法律以及涉及外国公民在其他国家权利的国际法下是非法的。 该倡议最终被位于旧金山的第九巡回上诉法院宣布违宪。
钱德勒围捕是1997年在亚利桑那州,钱德勒的一次执法行动，在这次行动中，被怀疑的无证难民仅仅因为他们的肤色而被捕。许多美国公民和合法居民也被阻止和逮捕。

## 21世纪
截至2018年7月，3700万美国人，即美国人口的10.3%，认为自己有全部或部分墨西哥血统。那是美国所有西班牙裔和拉丁裔的61.9%。 美国是世界上第二大墨西哥社区的家园，仅次于墨西哥本身，占世界上整个墨西哥裔人口的24%以上（加拿大是遥远的第三位，截至2011年，墨西哥裔加拿大人的人口更少，为96055人，仅占人口的0.3%。此外，2008年约有7,000,000名墨西哥人非法居住在美国。2012年，美国接纳了145,326名墨西哥人移民。 和1,323,978名墨西哥人正在等待一个开放的名额，以便他们能够移民到美国。 2014年的一项调查表明，如果可以开放的话，将有34%的墨西哥人会移民到美国。 一些私人公民团体已经成立，以抓捕非法进入美国的移民。这些团体，如Minuteman Project和其他减少移民组织，由于其积极和有时非法的策略而被指控为歧视。 由于墨西哥人占美国大多数拉美裔，当非拉美裔被要求评论他们对拉美裔的看法时，往往会想到由媒体助长的对墨西哥人的刻板印象，这些刻板印象集中在非法移民上。在全国西班牙裔媒体联盟2012年进行的一项调查中，三分之一的非西班牙裔美国人（白人、黑人和亚洲人）错误地认为，全国大多数西班牙裔人是 “家庭人口多、教育程度低的非法移民”。该报告受到了批评和反对，理由是它犯了和媒体一样的错误，把所有都拉美裔归为一个群体，这既忽略了不同群体情况的多样性，也忽略了非拉美裔口对这些群体的不同看法。
从2003年到2007年，在拥有最多墨西哥人和美籍墨西哥人的加利福尼亚州，针对墨西哥人的仇恨犯罪数量几乎翻了一番。 但尽管在一些加勒比人和拉丁裔群体中存在反墨西哥的情绪，但反墨西哥的情绪有时也是针对其他拉丁裔美国民族的。

## 其他歧视事件
2008年7月，墨西哥无证移民路易斯-拉米雷斯（Luis Ramirez）在宾夕法尼亚州的谢南多（Shenandoah）被几个年轻人殴打致死，当时他正在步行回家。目击者报告说，袭击者在袭击拉米雷斯时，对他大喊种族辱骂的话。 引用他的非西班牙裔白人未婚妻和他两个孩子的母亲 克里斯托尔-迪尔曼（Crystal Dillman）的话说：“我认为他们可能会下车，因为路易斯（Luis）是一个非法的墨西哥人，这些是足球队的‘全美男孩’，他们取得了好成绩，或者不管他们在说什么。他们会想办法让他们离开的。17岁的布兰登-皮卡斯基（Brandon Piekarsky）和19岁的德里克-唐查克（Derrick Donchak）因参与谋杀25岁的墨西哥移民而被判刑7至23个月。Piekarsky和Donchak后来在联邦法院被判犯有侵犯民权罪，并被判处9年联邦监禁。
2008年，墨西哥人鲁道夫-奥尔梅多（Rodolfo Olmedo）在家门口的街道上被一群喊着反墨西哥口号的人拖倒在地，并用木棍击打头部，这是当年在斯塔滕岛里奇蒙港（Port Richmond, Staten Island）附近发生的11起涉嫌反西班牙裔偏见的袭击事件中的第一起。该地区以非裔美国人为主，但也有大量的墨西哥移民涌入。 四名非裔美国青少年罗尔斯顿-霍普森（Rolston Hopson）、威廉-马卡诺（William Marcano）和泰隆-古德曼（Tyrone Goodman），均为17岁，以及15岁的伊桑-卡夫（Ethan Cave）被指控参与袭击。 他们都接受了认罪协商。霍普森承认二级抢劫罪；古德曼和马卡诺承认三级抢劫未遂，凯夫承认三级抢劫罪。
虽然美国边境巡逻队以拉丁裔为主（根据2016年的数据，西班牙裔和拉丁裔美国人占边境巡逻队的比例略高于50%。但他们经常因涉嫌反墨西哥人的言论和行动而受到批评。2019年7月，60多名边境巡逻人员因参与嘲弄移民的Facebook页面而受到调查。美国移民及海关执法局也受到了类似的批评。
包括新纳粹主义、白人至上主义、美国民族主义和排外主义组织最近都被称为恐吓、骚扰和主张使用暴力来对付美籍墨西哥人。
2019年埃尔帕索枪击案2019年8月3日，德克萨斯州埃尔帕索的一家沃尔玛商店发生国内恐怖袭击/大规模枪击事件，导致23人死亡，23人受伤，其中18人是西班牙裔美国人和墨西哥人。 嫌疑人帕特里克-克鲁斯（Patrick Crusius）告诉埃尔帕索警方，他想尽可能多地杀死墨西哥人。在袭击发生之前，克鲁修斯在8chan上发表了一份宣言《难以忽视的真相》，他引用了一些白人民族主义的信念，如所谓的 “西班牙人入侵德克萨斯”和大取代阴谋论。他说：“他只是想保护我的国家不受入侵带来的文化和种族替代”（如：白人种族灭绝阴谋论），环境退化；蔑视公司，以及他们使用自动化机器人来替代工人。克鲁修斯说：“他的灵感部分来自基督城清真寺枪击案。”